# Olivia Taylor Dudley
Olivia Taylor Dudley (* 4. listopadu 1985 Morro Bay, Kalifornie) je americká herečka. Nejvíce se proslavila rolemi ve filmech Černobylské deníky, Transcedence a Paranormal Activity: The Ghost Dimension. Aktuálně hraje v seriálu V zajetí kouzel na stanici Syfy.

## Kariéra
Svojí první velkou roli přijala v roce 2012, a to ve filmu Černobylské deníky. V roce 2013 byla obsazena do dramatického filmu The Valtican Tapes. V srpnu 2015 získala roli Alice v seriálu V zajetí kouzel na stanici Syfy. V létě roku 2016 si zahrála po boku Davida Duchovnyho v druhé sérii seriálu Aquarius.

## Filmografie
| Rok  | Název                                    | Role              | Poznámky |
| ---- | ---------------------------------------- | ----------------- | -------- |
| 2007 | Smrt modelky                             | Tanečnice         |          |
| 2008 | Remembering Phil                         | Susie přítelkyně  |          |
| 2011 | Birds of a Feather                       | Dívka             |          |
| 2011 | Přehlídka děsu                           | Laura / Sestřička |          |
| 2012 | Černobylské deníky                       | Natalie           |          |
| 2014 | Dumbbells                                | Heather           |          |
| 2014 | Transcendence                            | Groupie           |          |
| 2014 | The Barber                               | Kelli             |          |
| 2015 | Appleton                                 | Gracie            |          |
| 2015 | Dude Bro Party Massacre III              | Motherface        |          |
| 2015 | The Vatican Tapes                        | Angela            |          |
| 2015 | Paranormal Activity: The Ghost Dimension | Skyler            |          |
| 2016 | Chuck Hank and the San Diego Twins       | Trash             |          |

| Rok       | Název                      | Role             | Poznámky                            |
| --------- | -------------------------- | ---------------- | ----------------------------------- |
| 2011      | Námořní vyšetřovací služba | Jancey Gilroy    | díl: „Freedom“                      |
| 2011–12   | Kriminálka Miami           | Elizabeth Clark  | 3 díly                              |
| 2012      | Mrcha od vedle             | Katarina         | díl: „A Weekend in the Hamptons...“ |
| 2013      | The Mindy Project          | Potetovaná dívka | díl: „The One That Got Away“        |
| 2013      | Arrested Development       | Rose             | díl: „It Gets Better“               |
| 2013–14   | Uproxx Video               | Různé postavy    | internetový seriál, 8 dílů          |
| 2015      | The Comedians              | Barista          | 3 díly                              |
| 2015–2020 | V zajetí kouzel            | Alice Quinn      | hlavní role                         |
| 2016      | Aquarius                   | Billie Gunderson | díl: „Sexy Sadie“                   |